# SIG Sauer GSR
SIG Sauer GSR (Granite Series Rail) — самозарядний пістолет, який був вперше випущений американським підрозділом швейцарсько-німецької компанії SIG Sauer — SIG Arms.
Пістолет SIG Sauer GSR є частиною серії самозарядних пістолетів SIG Sauer, хоча і повністю повторює конструкцію легендарного Colt M1911. Пістолет виробляється виключно в США для північноамериканського ринку.

## Конструкція
Оскільки SIG Sauer GSR є реплікою пістолета Colt M1911, який виробляється з використанням найбільш новітніх матеріалів (як от нержавіюча сталь для внутрішніх деталей і збройовий пластик для ложа пістолета), то конструкція повністю повторюється: складається з трьох частин: рамки, ствола і кожуха затвора, який рухається вперед і назад по напрямних, вбудованих в рамку. У задній частині кожуха розташований затвор, в якому знаходиться ударник і екстрактор. У рамку рукоятки вставляються магазин, спускова скоба, курок і рукоятковий механізм запобіжника, що блокує курок, не даючи йому рухатися до тих пір, поки рукоятка повністю не обхоплена рукою. Ствол з'єднаний з рамкою пістолета за допомогою сережки що качається, розташованої під казенною частиною ствола і забезпечує замикання і відмикання ствола.
Кожен пістолет SIG Sauer GSR має стандартну рейку Пікатінні. На моделях SIG Sauer GSR TAC OPS і SIG Sauer Scorpio встановлений нічний приціл, а на стволі є спеціальне насічення, яке дозволяє використання штатного глушника.